# Komplexe Stationäre Rehabilitation
Die Komplexe stationäre Rehabilitation (KSR) ist im Rahmen des berufsgenossenschaftlichen Heilverfahrens eine Sonderform der berufsgenossenschaftlichen stationären Behandlung.
Die Unfallversicherungsträger haben den gesetzlichen Auftrag (SGB VII § 34) alle Maßnahmen zu treffen, durch die eine möglichst frühzeitig einsetzende und sachgemäße Heilbehandlung gewährleistet wird. Sie können hierfür nach Art und Schwere des Gesundheitsschadens besondere Verfahren für die Heilbehandlung vorsehen.

## Historische Entwicklung
Die gesetzlichen Unfallversicherungen entwickelten Verfahren zur Durchführung multimodaler, komplextherapeutischer Maßnahmen. Im Bereich der stationären Rehabilitation wurde 1991 die Berufsgenossenschaftliche Stationäre Weiterbehandlung (BGSW) eingeführt. In der ambulanten Rehabilitation gab es seit 1991 bei der Verwaltungs-Berufsgenossenschaft (VBG) für Hochleistungssportler die Besonders indizierte Therapie (BiTh). Diese wurde 1995 als Erweiterte Ambulante Physiotherapie (EAP) von allen Berufsgenossenschaften übernommen. Sowohl BGSW als auch EAP stellen auf die Behandlung von Störungen ganzer Funktionsketten ab, wenn erkennbar ist, dass mit herkömmlichen Standardtherapien das Rehabilitationsergebnis nicht ausreichend oder nur verzögert erreicht werden kann.
Für komplexe Verletzungsmuster (z. B. nach Polytrauma) und verzögerte Heilungverläufe ist das Leistungsspektrum der BGSW oft nicht ausreichend. Die Prüfung möglicher konservativer oder chirurgischer Therapieoptionen erfordert den schnellen Zugang zu verschiedenen akutmedizinischen Fachbereichen und umfangreichen diagnostischen Methoden. Aus dieser Verknüpfung von Akutmedizin und Rehabilitation entstand die Komplexe stationäre Rehabilitation (KSR) in den berufsgenossenschaftlichen Unfallkliniken.

## Sonderform des berufsgenossenschaftlichen Heilverfahrens
Bei der KSR stehen die umfangreichen diagnostischen und therapeutischen Leistungen im Vordergrund. Sie steht in der Hierarchie der berufsgenossenschaftlichen Heilverfahren neben dem BGSW-Verfahren und ist eine Sonderform der berufsgenossenschaftlichen stationären Behandlung. Die KSR bleibt den berufsgenossenschaftlichen Kliniken und Sonderstationen als Behandlungsoption vorbehalten, da hier die notwendige Unabhängigkeit von zuweisenden Kliniken besteht und alle notwendigen diagnostischen, therapeutischen und auch gegebenenfalls erforderlichen operativen Behandlungsoptionen zur Verfügung stehen.

## Merkmale
Die Notwendigkeit solcher intensiver medizinischer Rehabilitationsmaßnahmen kann sich ergeben, wenn bestimmte Merkmale erfüllt sind. Eine Maßnahme ist grundsätzlich dann als KSR einzustufen, wenn insbesondere die folgenden Merkmale erfüllt sind:
- Erhöhter diagnostischer Aufwand und therapeutischer Bedarf
- Mehrfache psychologische Konsultationen
- Wiederholte mehrfache Konsiliaruntersuchungen verschiedener Disziplinen
- Deutlich erhöhter pflegerischer Aufwand
- Überprüfung von Indikationen zur OP- oder Revision
- Über das Maß der BGSW hinausgehende physio- und ergotherapeutische Maßnahmen
- Erstversorgung mit individuell angefertigten Hilfsmitteln (z. B. Prothesen)

## Indikationen
Für die Genehmigung der KSR wurde bislang (2010) kein eigener Indikationskatalog entwickelt, es ist vielmehr auf den Verletzungsartenkatalog zurückzugreifen, z. B. bei
- Mehrfachverletzungen an Extremitäten und Rumpf
- Querschnittlähmungen
- Schädel-Hirn-Verletzungen
- schweren Brandverletzungen
- schweren Handverletzungen
- auftretenden Komplikationen wie Osteitis oder Dystrophiesyndrom
- Gliedmaßenverlust(en) zur prothetischen Versorgung

Auch wenn eine Unverhältnismäßigkeit zwischen Art und Schwere der Verletzung und Dauer des Heilverfahrens beziehungsweise der zu erwartenden Arbeitsunfähigkeit festgestellt wird und demzufolge weitere verstärkte diagnostische und therapeutische Maßnahmen notwendig sind, um eine Teilhabe am Arbeitsleben wieder zu ermöglichen, ist eine KSR indiziert. Die KSR steht damit zwischen Akutmedizin und Rehabilitation und erleichtert das sogenannte Schnittstellenmanagement.